# Stockholms amfibieregemente
Stockholms amfibieregemente (Amf 1) är ett amfibieförband inom svenska marinen som verkat i olika former sedan 2000. Förbandsledningen är förlagd i Haninge garnison i Berga.

## Historik
Inför försvarsbeslutet 2000 var regeringens utgångspunkten att det endast behövdes två enheter för att tillgodose Försvarsmaktens framtida utbildning av kustartilleriförband. En enhet var avseende att utgöra en huvudenhet för vapenslaget. Inför försvarsbeslutet fanns fyra kustartilleriregementen, Vaxholms kustartilleriregemente och Första kustartilleribrigaden (KA 1) i Vaxholm, Karlskrona kustartilleriregemente och Andra kustartilleribrigaden (KA 2) i Karlskrona, Gotlands kustartilleriregemente (KA 3) på Gotland och Älvsborgs kustartilleriregemente (KA 4) i Göteborg. Regeringen ansåg att kustartilleriregementet i Vaxholm skulle utgöra huvudenhet i Försvarsmaktens grundorganisation. Med bakgrund att Vaxholm hade en befintlig infrastruktur med en god närhet till Stockholms skärgård med övnings- och skjutfält, vilket ansågs väl dimensionerande för de terrängtyper förbandet förväntas uppträda i. Ytterligare argument till att behålla Vaxholm var för att behålla samordning med övriga marinförband i Stockholmsområdet. Vidare konstaterades av regeringen att de andra kustartilleriregementena saknade förutsättningar till att utgöra huvudenhet för kustartilleriet.
I frågan om vilken det andra förbandet som skulle kvarstå att utgöra stödenhet till Vaxholm, stod mellan kustartilleriregementena i Karlskrona och i Göteborg. I den samlade bedömningen ansågs att det skulle krävas större investeringar i både Göteborg och Karlskrona, då de båda saknade den typen av övningsfält som Vaxholm hade. Däremot så ansågs båda lämpliga till att utgöra stödenhet till Vaxholm. Men regeringens val föll på Göteborg. Bland annat med argumentet att Göteborg som Sveriges andra stad behövde en militär närvaro. Men även det centrala läget i Västsverige sett ur värnpliktsresesynpunkt bidrog till fördel för kustartilleriregementet i Göteborg. Kustartilleriregementet på Gotland var aldrig aktuellt till att utgöra varken huvudenhet eller stödenhet. Därmed kom Vaxholms kustartilleriregemente och Första kustartilleribrigaden (KA 1) i Vaxholm och Älvsborgs kustartilleriregemente (KA 4) i Göteborg kvarstå i grundorganisationen. Medan Karlskrona kustartilleriregemente och Andra kustartilleribrigaden (KA 2) i Karlskrona och Gotlands kustartilleriregemente (KA 3) på Gotland avvecklades och upplöstes.
Med försvarsbeslutet kom det fasta kustartilleriet att avvecklas, och de kvarvarande förbanden kom istället att utgöra amfibieförband. Där de två kustartilleriregementet omorganiserades till amfibieregementen, vilka organiserade en amfibiebrigadledning och tre amfibiebataljoner. Den 30 juni avvecklades kustartilleriet, och den 1 juli 2000 bildades i  dess ställe amfibiekåren med Vaxholms amfibieregemente (Amf 1) Älvsborgs amfibieregemente (Amf 4) och Amfibiestridsskolan (AmfSS).
Inför försvarsbeslutet 2004 ansåg regeringen att det enbart behövdes en plattform för utbildning av amfibieförband i grundorganisationen. Där regeringen ansåg att Vaxholms amfibieregemente (Amf 1) skulle bibehållas. Bland annat då man hänvisade till regeringens proposition 1999/2000:30, där regeringen lyft fram Vaxholm som huvudplattform på grund av de goda övningsbetingelserna i Stockholms skärgård, samt att den värdering som då gjordes fortfarande gällde. Där man då konstaterade att regementet i Göteborg hade begränsade övningsförutsättningar.
Men istället för att kvarstå med amfibieutbildning i Vaxholm, så föreslog regeringen i sin proposition att regementet skulle omlokaliseras till Haninge/Berga. Där regementet skulle överta förläggningen från Svea helikopterbataljon samt Örlogsskolorna. Vidare ansågs det att det även i fortsättningen var viktigt att utbilda förband som kunde uppträda och verka även på Västkusten. Vilket medförde att anläggningen på Känsö skulle bibehållas, och utgöra ett detachement till Vaxholms amfibieregemente.
Den 3 oktober 2005 troppades fanan för sista gången vid Vaxholms amfibieregemente (Amf 1) i Vaxholm, under närvaro av överbefälhavaren och andra dignitärer. Därmed upphörde den militära närvaron i Vaxholm, "sjöporten till Stockholm". Senare samma dag, hissades flaggan vid Första amfibieregementet (Amf 1) i Berga. Kvar på Rindö kvarstod en avvecklingsorganisation som verkade fram till den 30 juni 2006. Efter omlokaliseringen till Berga antogs namnet Första amfibieregementet (Amf 1). Under 2006 antog regementet en kortare namnform, i form av Amfibieregementet (Amf 1).
Genom försvarsbeslutet 2004 kom även Mellersta militärdistriktet att upplösas och avvecklas. Detta medförde att utbildningsgrupperna Gotlandsgruppen och Södertörnsgruppen från och med den 1 januari 2006 underställdes Amfibieregementet.
Den 1 januari 2013 bildades fyra militärregioner, där Mellersta militärregionen underställdes chefen för Livgardet, men löd under chefen insatsledningen i Högkvarteret avseende markterritoriell ledning i fred, kris och krig. Cheferna för de två utbildningsgrupperna var dock fortfarande underställd chefen Amfibieregementet gällande produktionsledning av hemvärnsförbanden samt insatsledning inom utbildningsgruppernas geografiska område. Den 1 januari 2018 delades dock ledningen av Livgardet och Mellersta militärregionen, det genom att en separat chefsbefattning för Mellersta militärregionen tillsattes. Vidare underställdes staben Mellersta militärregionen i ledningsfrågor direkt chefen insatsledningen i Högkvarteret. I samband med att nya Gotlands regemente bildades, kom förvaltningsansvaret över Gotlandsgruppen och 32. hemvärnsbataljonen tillsammans med Tofta skjutfält att överföras den 1 juli 2018 till Gotlands regemente.
I Försvarsmaktens budgetunderlag till regeringen för 2020 föreslogs att de fyra militärregionala staberna från 1 januari 2020 skulle inrättas som egna organisationsenheter. Cheferna för militärregionstaberna föreslogs i sin tur underställas rikshemvärnschefen avseende produktion av utbildningsgrupper och hemvärnsförband. Detta medförde att utbildningsgrupperna överfördes organisatoriskt från ett utbildningsförband till de fyra militärregionala staberna. I regeringens proposition framhöll dock regeringen att den militära regionala indelningen kunde komma att justeras, det beroende på utfallet av utredningen "Ansvar, ledning och samordning inom civilt försvar" (dir. 2018:79). För Amfibieregementet innebar denna förändring att den kvarstående utbildningsgruppen, Södertörnsgruppen, överfördes till Mellersta militärregionen från och med den 1 januari 2020.
Inför försvarsbeslutet 2020 presenterade regeringen den 12 oktober 2020 en överenskommelse, om att från 2022 återetablera Älvsborgs amfibieregemente i Göteborg. Regeringen angav att Älvsborgs amfibieregemente i Göteborg skulle återetableras för att utbilda en amfibiebataljon, med bakomliggande orsak att en återetablering i Göteborg är viktigt för att få en permanent militär närvaro på västkusten samt att skydda Göteborgs hamn och förbindelserna västerut. Älvsborgs amfibieregemente skulle återetableras åren 2021–2025 främst genom omplacering av personal från Haninge garnison och Amfibieregementet. Senast den 1 mars 2021 skulle Försvarsmakten redovisa myndighetens planering till regeringskansliet (försvarsdepartementet) över återinrättandet av Älvsborgs amfibieregemente (Amf 4) i Göteborg. Den 26 februari 2021 presenterade Försvarsmakten sitt budgetunderlag för 2022, där Försvarsmakten redovisade sin planering, förberedelser och verksamhet i syfte att kunna återinrätta de av försvarsbeslutet utpekade regementen. Älvsborgs amfibieregemente föreslogs etableras från det fjärde kvartalet 2021, samt ansvara för utbildning av en amfibiebataljon, ett bevakningsbåtkompani samt ett säkerhetskompani (sjö). Med bakgrund av det föreslog Försvarsmakten att Amfibieregementet (Amf 1) från och med den 1 januari 2022 byter namn till Stockholms amfibieregemente (Amf 1).
Den 1 oktober 2021 återetablerades Älvsborgs amfibieregemente genom en ceremoni, där bland annat Kronprinsessan Victoria, försvarsminister Peter Hultqvist och överbefälhavaren Micael Bydén närvarade och där Kronprinsessan Victoria förklarade regementet återupprättat. Klockan 12.00 överlämnade överbefälhavaren befälet över Älvsborgs amfibieregemente till dess nye chef Fredrik Herlitz. I samband med återetableringen övertog Älvsborgs amfibieregemente krigsförbanden 17. bevakningsbåtkompaniet och 132. säkerhetskompani sjö från Amfibieregementet. Vid sidan om ceremonin som genomfördes i Göteborg, hölls en mindre ceremoni den 1 oktober 2021 i Berga, där man invigde och uppmärksammade namnbytet på Amfibieregementet till Stockholms amfibieregemente.

## Verksamhet
Stockholms amfibieregemente är Försvarsmaktens främsta resurs för insatser i kustnära områden där hav möter land. Regementet utbildar krigsförband med förmåga att verka i skärgårds- och hamnområden och fungerar som en viktig länk mellan marinens och arméns stridskrafter. Förbanden använder bland annat minor, robotar och granatkastare från kobbar och skär för att förhindra en motståndare från att nå och få fäste på land. Basskyddsförmågan gör det dessutom möjligt att upptäcka, fördröja och bekämpa hot mot viktiga hamnar, farleder och andra skyddsvärda anläggningar i kustmiljö.

### Nationell verksamhet
När regementet bildades sommaren 2000, kom regementet stå två bataljoner att utbildas vid regementet. 2. amfibiebataljonen, vilken bildades 1992, och 4. amfibiebataljonen som bildades 1994 vid dåvarande Vaxholms kustartilleriregemente. Efter att kustartilleribataljonerna avvecklades 2000, och endast amfibiebataljonerna kvarstod i Försvarsmaktens krigs- och grundorganisation, kom 2. amfibiebataljonen och 4. amfibiebataljonen från 2000 ingå i den ny uppsatta Amfibiebrigaden. Amfibiebrigaden var ett krigsförband som bestod av en amfibiebrigadledning och tre amfibiebataljoner, där brigadledningen och två av bataljonerna utbildades i Vaxholm och den tredje bataljonen vid Älvsborgs amfibieregemente (Amf 4).
Med 2004 års försvarsbeslutet upplöstes och utgick amfibiebrigadledning och två amfibiebataljoner. Kvar blev 2. amfibiebataljonen, vilken även kallas Victoriabataljonen.
Innan värnplikten gick in i sin vilande fas 2009, utbildade regementet cirka 700 värnpliktiga per år för att ingå i amfibiebataljoner. Regementet ansvarade också för IAS, den internationella amfibiestyrkan. År 2017 omfattade personalen vid regementet 329 officerare, 453, reservofficerare, 37 civila, 513 gruppbefäl, soldater och sjömän (kontinuerlig tjänstgöring), 303 gruppbefäl, soldater och sjömän (tidvis tjänstgöring).
Stockholms amfibieregemente utbildar under tre år en fullständig bataljon om cirka 1.300 man. Förbandet utbildar bland annat kustjägare, attackdykare, amfibiesoldater (amfibieskytte, robotsoldater och amfibiedykare), tekniker, stridsbåtsförare, stridsbåtsmekaniker, kockar och officerare för amfibieförbanden. Amfibiebataljonen utrustas med bland annat robotar och minor och transporteras med Stridsbåt 90E och Stridsbåt 90H. Bataljonens naturliga stridsmiljö är området där hav möter land, i skärgård, floddeltan, hamnområden, med mera.
Den 13 juni 2004 inträffade en stridsbåtsolycka i Stockholms skärgård och två värnpliktiga från Amf 1 omkom.

### Internationell verksamhet
Stockholms amfibieregemente övar tillsammans med styrkor från andra länder, bland annat samarbetar man med Finland om en gemensam amfibiestyrka. Över tiden beredskapshålls en internationell amfibiestyrka (IAS) för snabbinsats. IAS består av cirka 350 officerare och soldater, men kan förstärkas efter behov.
Åren 2002–2003 svarade regementet tillsammans med Livgardet för att sätta upp den sjunde Kosovobataljonen, KS07. År 2007 och 2010 svarade regementet för KS15 respektive KS21. År 2013 svarade regementet för FS25 till den svenska insatsen i Afghanistan. År 2007 svarade regementet även för Tchad TD01, vilket till största delen togs ur amfibiekårens registerförband AM07.

## Ingående enheter

### 2.amfibiebataljonen
2. amfibiebataljonen eller Victoriabataljonen är ett amfibieförband och en så kallad manöverbataljon, vilken påbörjades att sättas upp vid Amf 1 åren 2010–2011. Bataljonen är specialiserade på amfibiestrid och strid till fots och markoperativa uppgifter som en lätt infanteribataljon. Bataljonen består kontinuerligt samt tidvis tjänstgörande personal, vilka bemannar ett ledningskompani, ett kustjägarkompani, tre amfibieskyttekompanier och ett underhållskompani.
Bataljonen består av:
- Bataljonsstab
- Amfibiekompani
- Kustjägarkompani
- Amfibieskyttekompani

### 2.marina basbataljonen
2. marina basbataljonen upprättades vid Stockholms amfibieregemente den 2 oktober 2023 för att stärka marin logistik. Bataljonens uppgift är att säkerställa logistikstöd till alla marina förband från Oxelösund till Haparanda. 2. marina basbataljonen verkar både till sjöss och på land för ökad flexibilitet med trossfartyg, lastbåtar, bandvagnar och terrängfordon.
Bataljonen består av:
- Bataljonsstadb
- Stab och trosskompani
- Baskompani sjö
- Baskompani mark
- Marint sjukvårdskompani
- Bassäkerhetskompani

### Utbildningsbataljonen
Utbildningsbataljonen är ett maringemensamt freds- och krigsförband vars huvudsakliga uppgift är att utbilda värnpliktiga för de tre krigsförbanden:
- 2. amfibiebataljonen
- 2. marina basbataljonen
- 4. sjöstridsflottiljen

## Tidigare ingående enheter

### 4.amfibiebataljonen
4. amfibiebataljonen bildades 1994 av 5. och 6. kustjägarkompaniet vid Vaxholms kustartilleriregemente. Bataljonen överfördes 2000 till Amfibieregementet och var en del av den tidigare amfibiebrigaden.

### 17.bevakningsbåtkompaniet
17. bevakningsbåtkompaniet är ett amfibieförband som förfogar över fem bevakningsbåt typ 88. Kompaniet har ubåtsjakt, minstrid samt bordning som sina huvuduppgifter. I kompaniet ingår stabstropp, bevakningsbåtpluton, sensorpluton, bordningstropp, närskyddstropp samt trosstropp. Kompaniet är baserat i Göteborgs garnison och ett fristående kompani och löd tidigare direkt under Chefen för Amf 1. I samband med återetableringen av Älvsborgs amfibieregemente överfördes Bevakningsbåtkompaniet 2021 till Älvsborgs amfibieregemente.

### 132.säkerhetskompani sjö
132. säkerhetskompani sjö, är ett amfibieförband som är stationerat i Göteborg och specialiserat på uppgifter i skärgårdsmiljö. Förbandet har möjlighet att förflytta sig såväl på land som på vatten. Kompaniet består av en kompaniledning, en stab- och trosspluton, två säkerhetsplutoner och en spaningspluton. Säkerhetskompaniet överfördes 2021 till Älvsborgs amfibieregemente.

### Utbildningsgrupper

#### Gotlandsgruppen
Gotlandsgruppen (GLG) bildades den 1 juli 2000 i samband med försvarsbeslutet 2000. Gruppen har sitt arv och sina traditioner från gamla Gotlands regemente (P 18), vilket avvecklades i samband med försvarsbeslutet 2004. Genom samma försvarsbeslut blev gruppen från den 1 januari 2006 en del av Amfibieregementet. Gruppen utbildar och stödjer hemvärnet på Gotland, och dess stab är förlagd till Visby. Gotlandsgruppen administrerar Gotlands hemvärnsbataljon (32. hemvärnsbataljonen). Gotlandsgruppen tillsammans med 32. hemvärnsbataljonen överfördes till det nya Gotlands regemente (P 18) 1 den juli 2018.

#### Södertörnsgruppen
Södertörnsgruppen (STG) bildades den 1 juli 2000 i samband med försvarsbeslutet 2000. Genom försvarsbeslutet 2004 blev gruppen från den 1 januari 2006 en del av Amfibieregementet. Gruppen utbildar och stödjer hemvärnet i östra delen av Stockholms län. Förbandets stab är förlagd i Berga. Gruppen administrerar Roslagsbataljonen, vilka är traditionstagare till Roslagens marinbrigad, samt Södertörnsbataljonen vilka är traditionstagare till Södertörns marinbrigad. Den 1 januari 2020 överfördes gruppen organisatoriskt till Mellersta militärregionen.

## Förläggningar och övningsplatser

### Förläggning
Regementet övertog det kasernområde på Rindö som Vaxholms kustartilleriregemente (KA 1) var förlagda på. Området bestod av två kasernetablissement, ett som Vaxholms kustartilleriregemente förlades till 1906. Kasernerna uppfördes efter 1901 års härordnings byggnadsprogram efter Fortifikationens typritningar för infanteriet. Området bestod av två huvudkaserner, vilka uppfördes tre våningar höga. År 1941 övertog kustartilleriet även det etablissementet som 1907 hade uppförts till Vaxholms grenadjärregemente (I 26). Även det hade uppförts efter 1901 års härordnings byggnadsprogram efter Fortifikationens typritningar för infanteriet. Och precis som kustartilleriets kaserner var kasernerna uppförda i endast tre våningar, vilket berodde på fortifikatoriska skäl. Arkitekt till kasernetablissementen var Erik Josephson. Efter att riksdagen beslutat att regementet skulle omlokaliserades till Berga i Haninge kommun, påbörjades flytten den 1 januari 2005, och avslutades den 30 juni 2006. Från den 1 juli 2006 övergick hela beståndet till Vasallen, som sedan dess har omvandlat området till ett bostadsområde. 
I Berga övertogs det område som ursprungligen hade uppförts 1946 för Berga örlogsskolor (BÖS). Kasernområdet är uppfört efter 1940 års militära byggnadsutrednings typritningar, och omfattar även Berga slott uppfört 1915. Från 1961 kom området utöver örlogshamnen även omfatta Berga helikopterflygplats, vilken uppfördes för 1. helikopterdivisionen. Både örlogsskolorna samt helikopterverksamheten avvecklades i Berga genom försvarsbeslutet 2004, vilket övertogs genom en ceremoni den 3 oktober 2005 av Amfibieregementet.

### Övningsplatser
Regementet ansvarar sedan 2005 för fem skjutfält, Askö skjutfält, Berga skjutfält, Tofta skjutfält, Utö skjutfält och Väddö skjutfält.

## Heraldik och traditioner
Vaxholms amfibieregemente kom till en början att föra den fana som förts fram till den 30 juni 2000 av Vaxholms kustartilleriregemente. Den 12 juni 2003 mottog förbandet en ny fana, vilken överlämnades av HM konungen och HKH prins Carl Philip vid Vaxholms kastell. För att visa och påminna om förbandets traditionsarv har fanan Vaxholms vapenbild i övre vänstra hörnet samt Gotlands vapenbild i nedre vänstra hörnet. 
Den 5 september 2005 överlämnade chefen för Älvsborgs amfibieregemente dess fana till chefen för Amfibieregementet. Fanan fördes sedan av amfibiedetachementet i Göteborg. Den 1 oktober 2021 återtogs fanan av det återetablerade Älvsborgs amfibieregemente.
Den 27 januari 2017 tilldelades förbandet en ny fana, vilken då ersatte 2003 års fana. Fanan överlämnades av HM Konungen och mottogs av överste Peder Ohlsson.
År 2000 instiftades Vaxholms amfibieregemente förtjänstmedalj (Amf 1) i guld och silver (VaxamfregGM/SM). År 2005 instiftades Amfibieregementets förtjänstmedalj i brons (AmfregBM), vilken delades ut till personal som slutade i samband med försvarsbeslutet 2004.
Regementet hade åren 2005–2021 i första hand traditionsansvar för Älvsborgs amfibieregemente (Amf 4) samt för äldre fartyg som burit samma namn som de fartyg som är i tjänst vid regementet. I andra hand har regementet traditionsansvar för kustartilleriförsvaret (BK, GbK, SK, GK/KA 3, NK/KA 5) samt kustartilleriregementena (KA 1, KA 2, KA 3, KA 4 och KA 5). Traditionsansvaret för Roslagens marinbrigad och Södertörns marinbrigad vilar på hemvärnsbataljonerna vid Södertörnsgruppen.

## Förbandschefer
- 2000–2002: Överste Bengt Andersson
- 2002–2005: Överste Lars-Olof Corneliusson
- 2005–2009: Överste Jonas Olsson
- 2009–2013: Överste Ola Truedsson
- 2013–2014: Överstelöjtnant Jens Ribestrand (Tf.)[d]
- 2014–2018: Överste Peder Ohlsson
- 2018–2022: Överste Patrik Gardesten[e]
- 2022–2024: Överste Adam Camél [f]
- 2024–20xx: Överste David Saflind [g]

## Namn, beteckning och förläggningsort
| Vaxholms amfibieregemente   | 2000-07-01 | – | 2005-10-03 |
| Första amfibieregementet    | 2005-10-03 | – | 2006-06-30 |
| Amfibieregementet           | 2006-07-01 | – | 2021-09-30 |
| Stockholms amfibieregemente | 2021-10-01 | – |            |

| Amf 1 | 2000-07-01 | – |  |

| Vaxholms garnison/Rindö (F) | 2000-07-01 | – | 2006-06-30 |
| Haninge garnison (F)        | 2005-10-03 | – |            |
| Göteborgs garnison (D)      | 2005-09-05 | – | 2021-09-30 |
| Askö skjutfält (Ö)          | 2005-01-01 | – |            |
| Berga skjutfält (Ö)         | 2005-01-01 | – |            |
| Tofta skjutfält (Ö)         | 2006-01-01 | – | 2018-06-30 |
| Utö skjutfält (Ö)           | 2006-01-01 | – |            |
| Väddö skjutfält (Ö)         | 2000-07-01 | – |            |

## Kända personer som tjänstgjort vid Amf 1
År 2001 muckade Prins Carl Philip som stridsbåtsförare vid Amf 1.

## Galleri

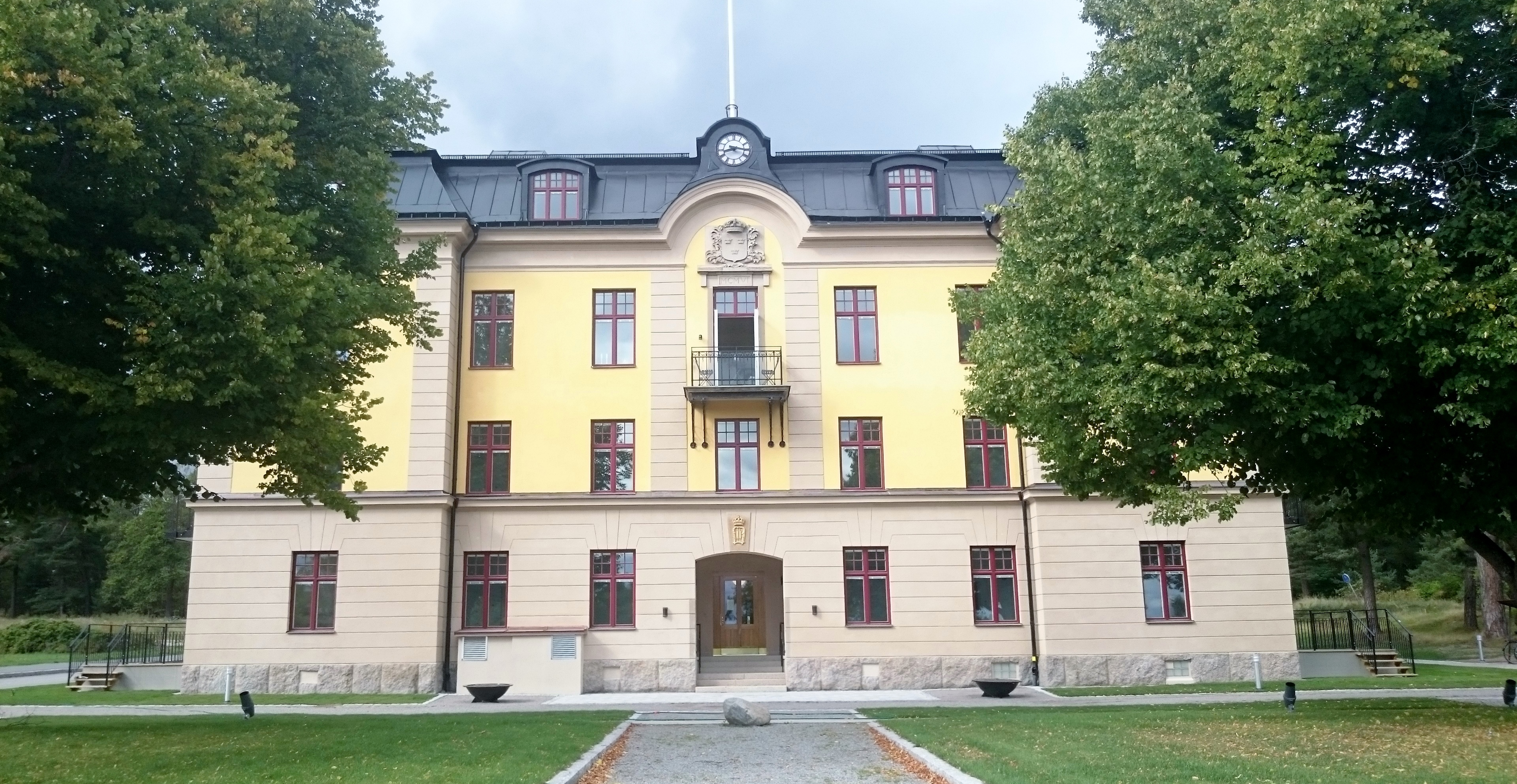
Regementets före detta kanslihus på Rindö.
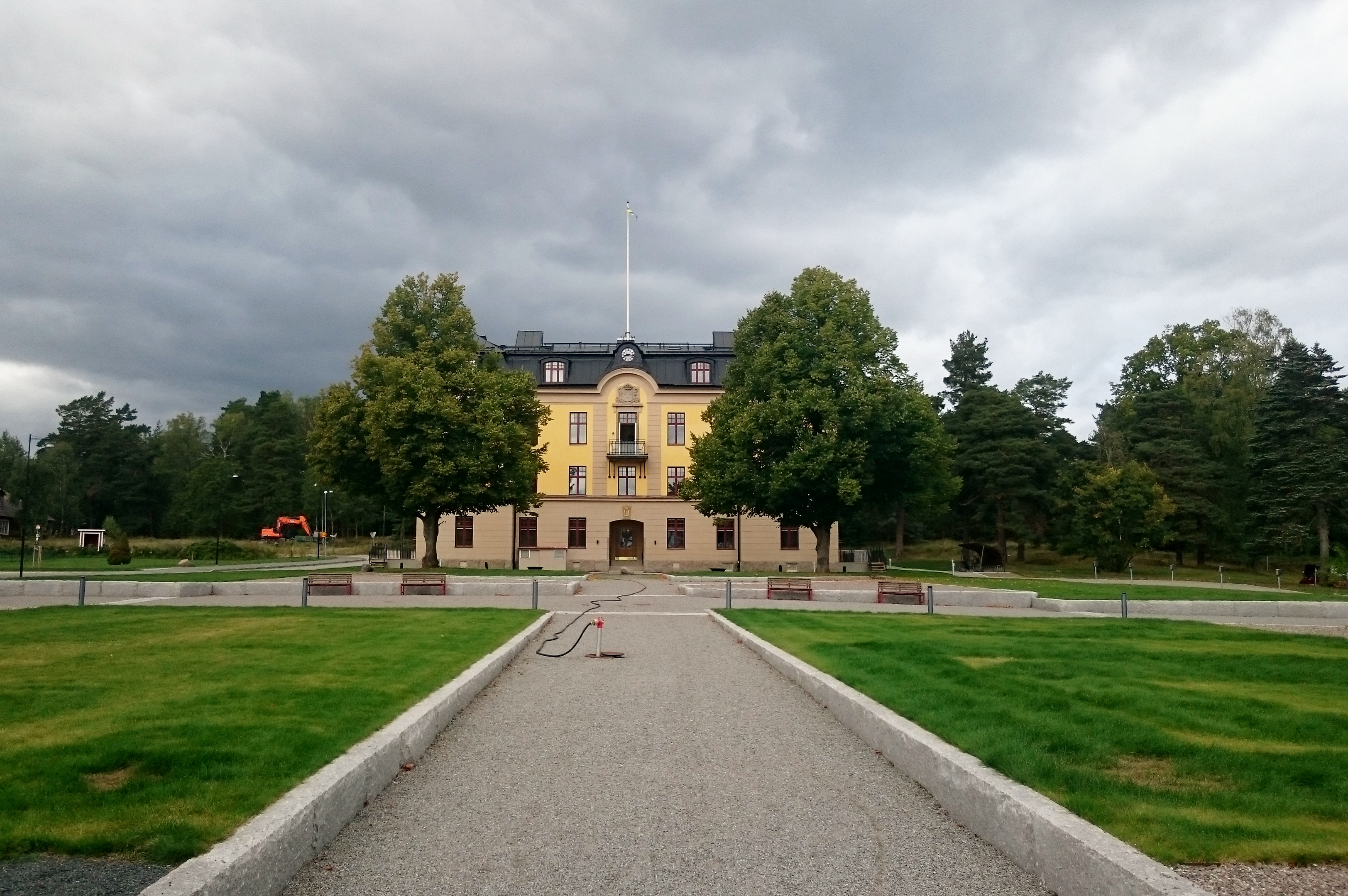
Regementets före detta kanslihus på Rindö.
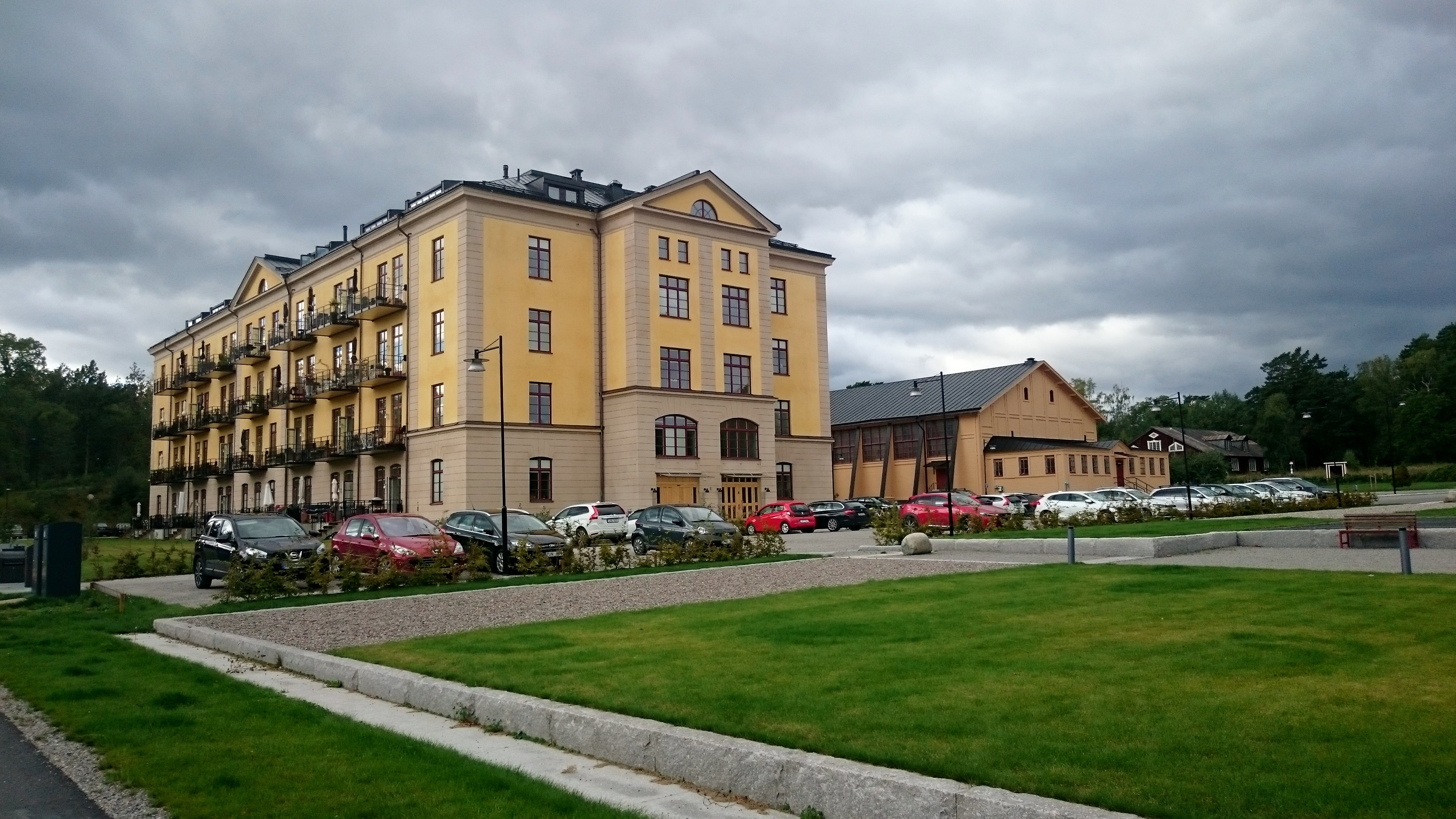
Kasern vid regementes före detta kasernområde på Rindö.
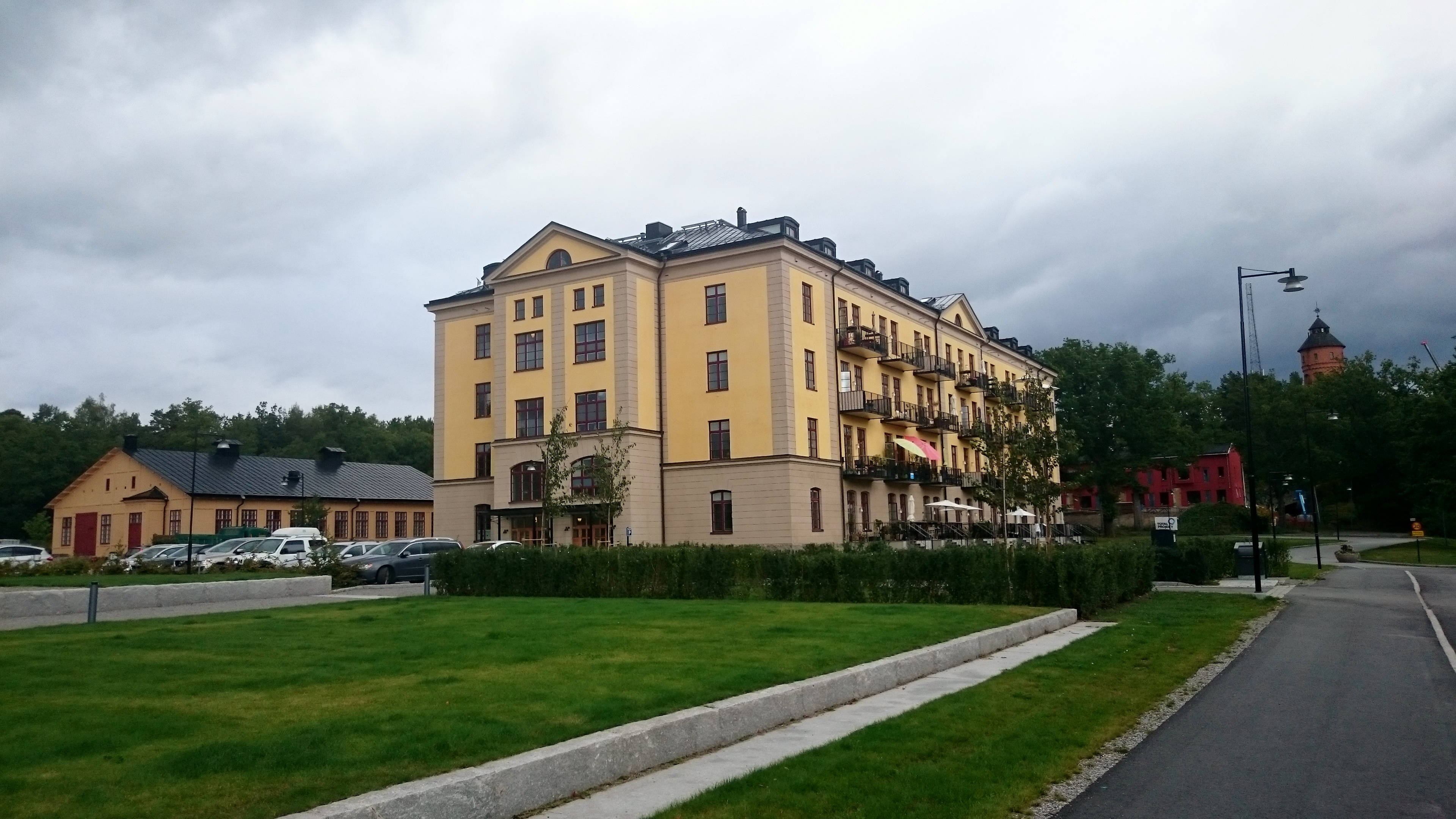
Kasern vid regementes före detta kasernområde på Rindö.
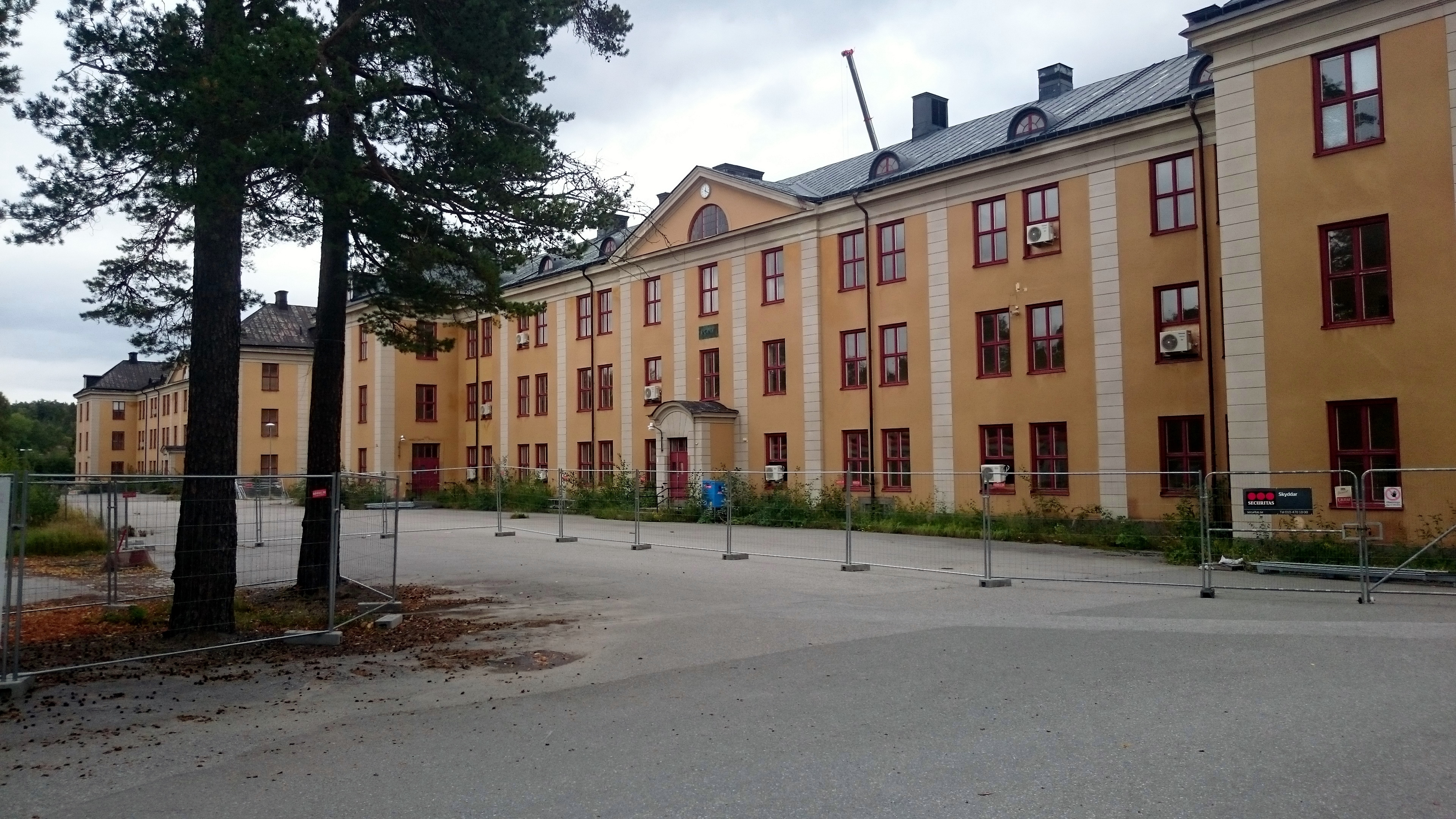
Regementes ursprungliga kaserner på Rindö.
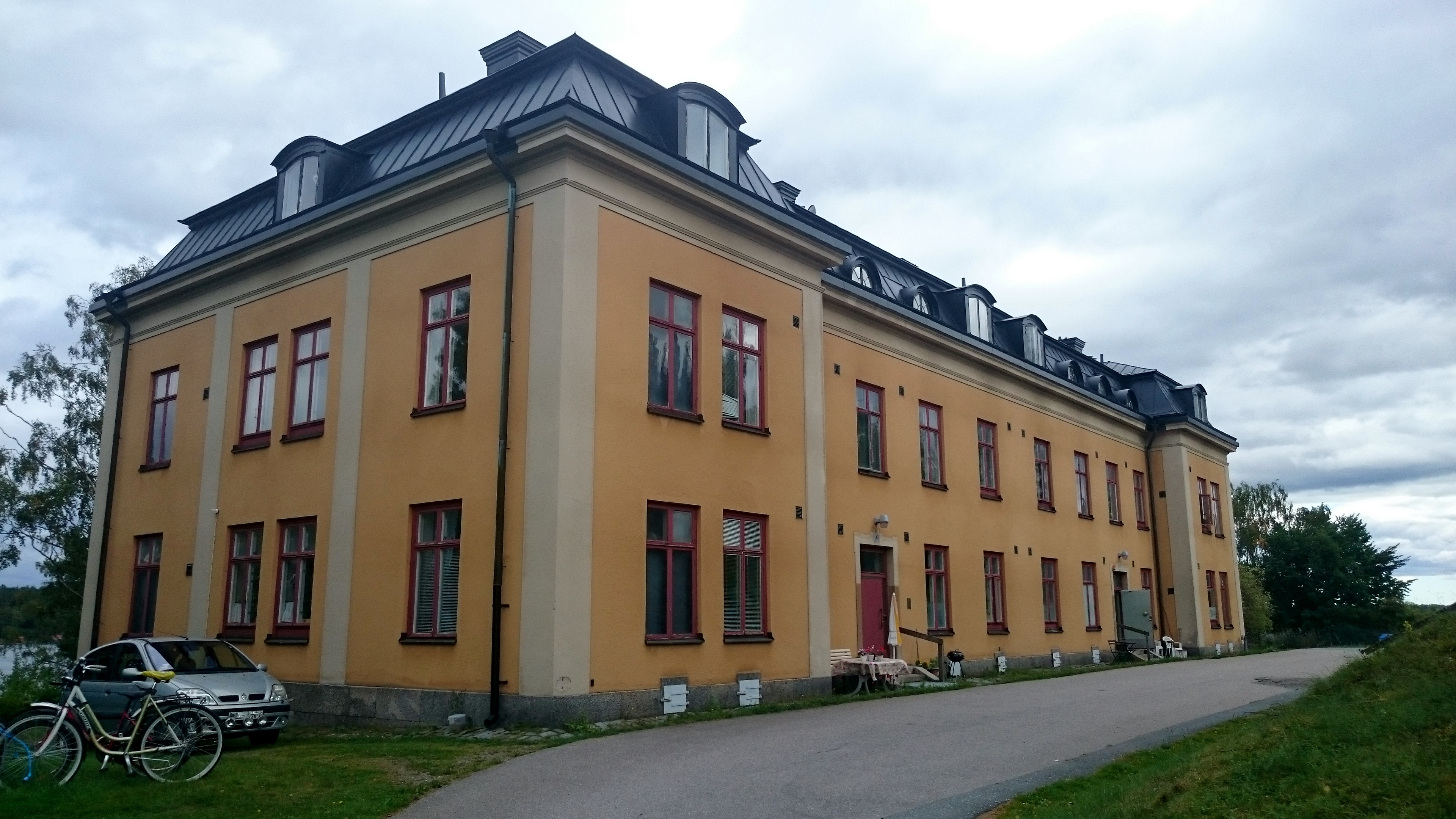
Befälsbostäder vid regementes före detta kasernområde på Rindö.
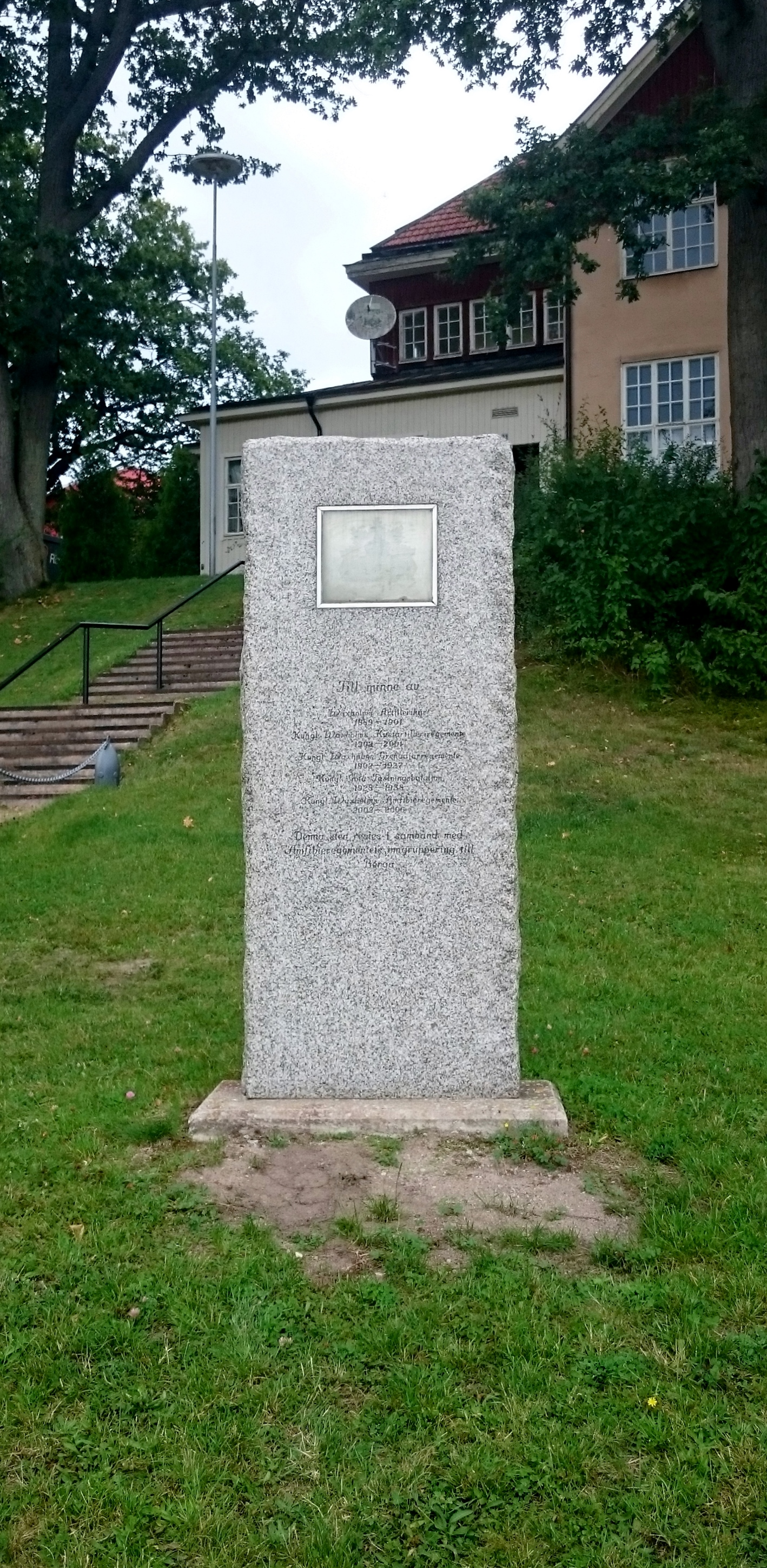
Minnessten över regementets tid på Rindö.
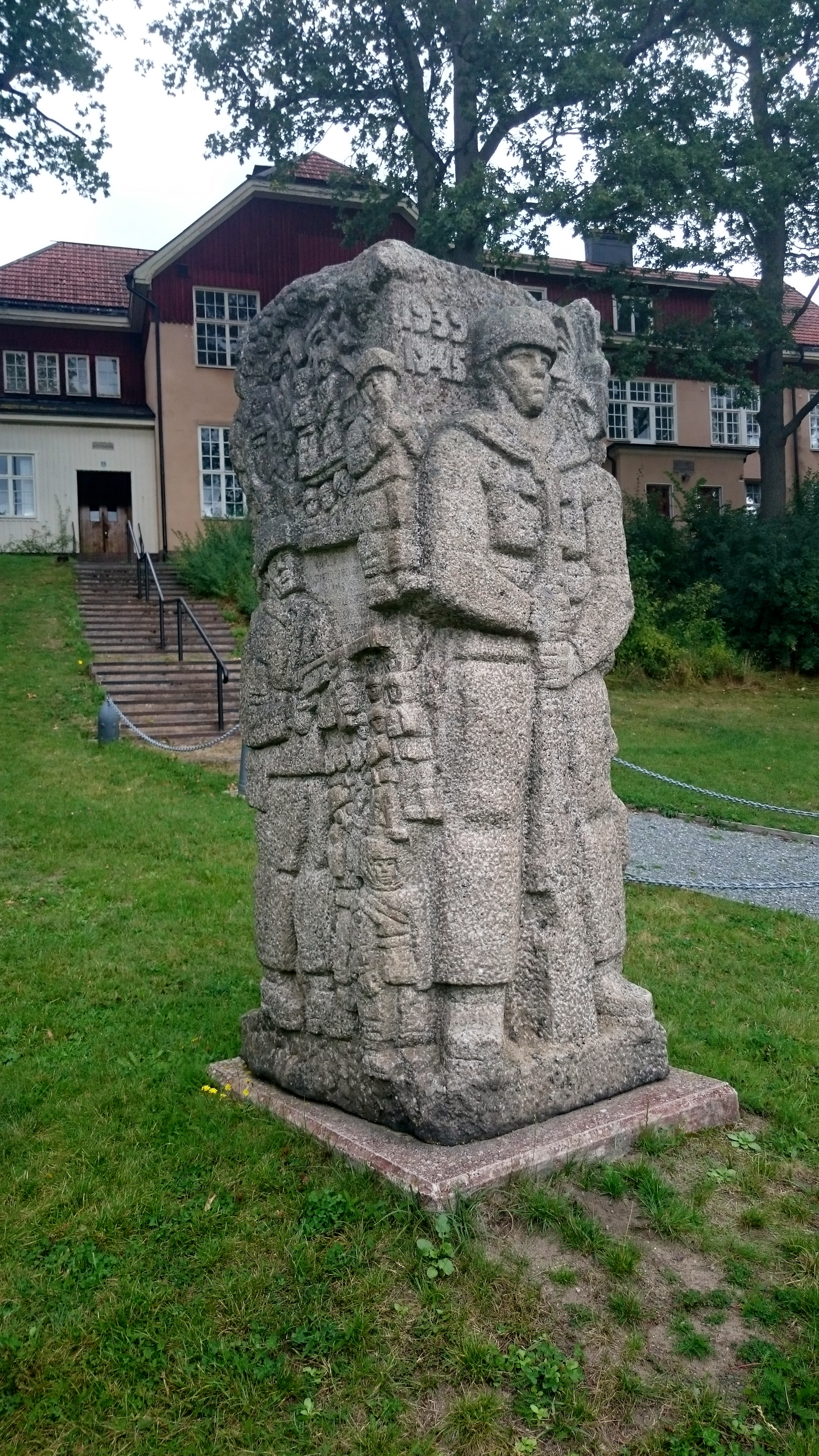
Minnessten över regementets beredskapstid 1939–1945.
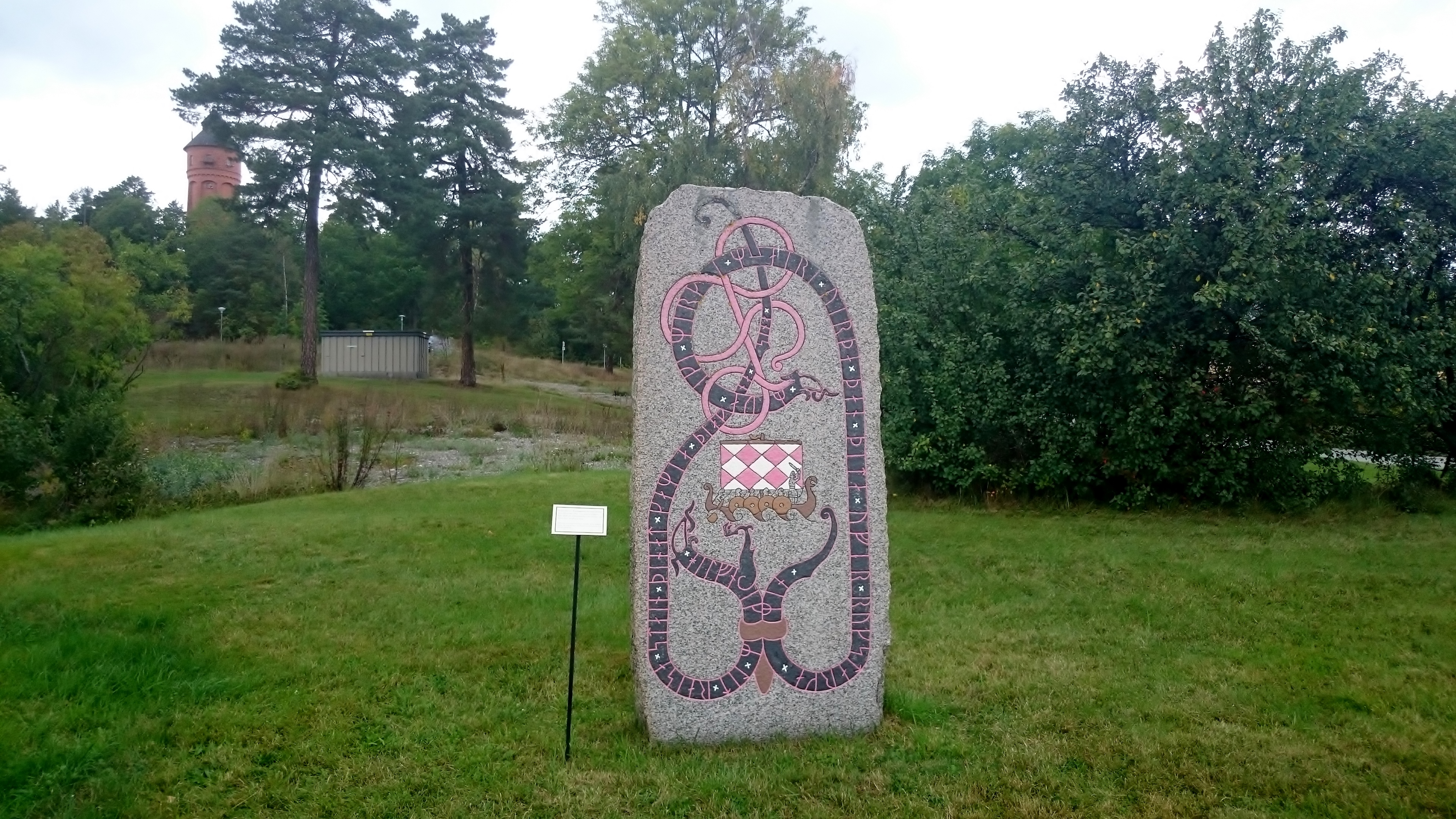
Minnessten över kustartilleriets 100-årsjubileum.